# Gekriech
Gekriech ist Gesteinsschutt, der sich infolge Schwerkrafteinwirkung langsam talwärts bewegt. Der entsprechende Vorgang zählt zu den erosiven Prozessen und wird Hangkriechen genannt. Das Phänomen tritt meist in tonigen, gut durchfeuchteten Gesteinen bei hoher Hangneigung auf. Reißt bei extremen Bedingungen die Pflanzendecke ab, entstehen Erdschlipfe.
Normalerweise finden diese Bewegungsvorgänge unter der schützenden Vegetationsdecke statt, weshalb auch der Name subsilvines Erdfließen geprägt wurde. Das Material wird bis einige dm/a bewegt. 
Im Ingenieurwesen werden davon betroffene Hänge auch Kriechhang genannt, da diese spezielle Anforderungen an die Bauausführung stellen, damit das Bauwerk nicht beschädigt wird. 

## Folgeerscheinungen

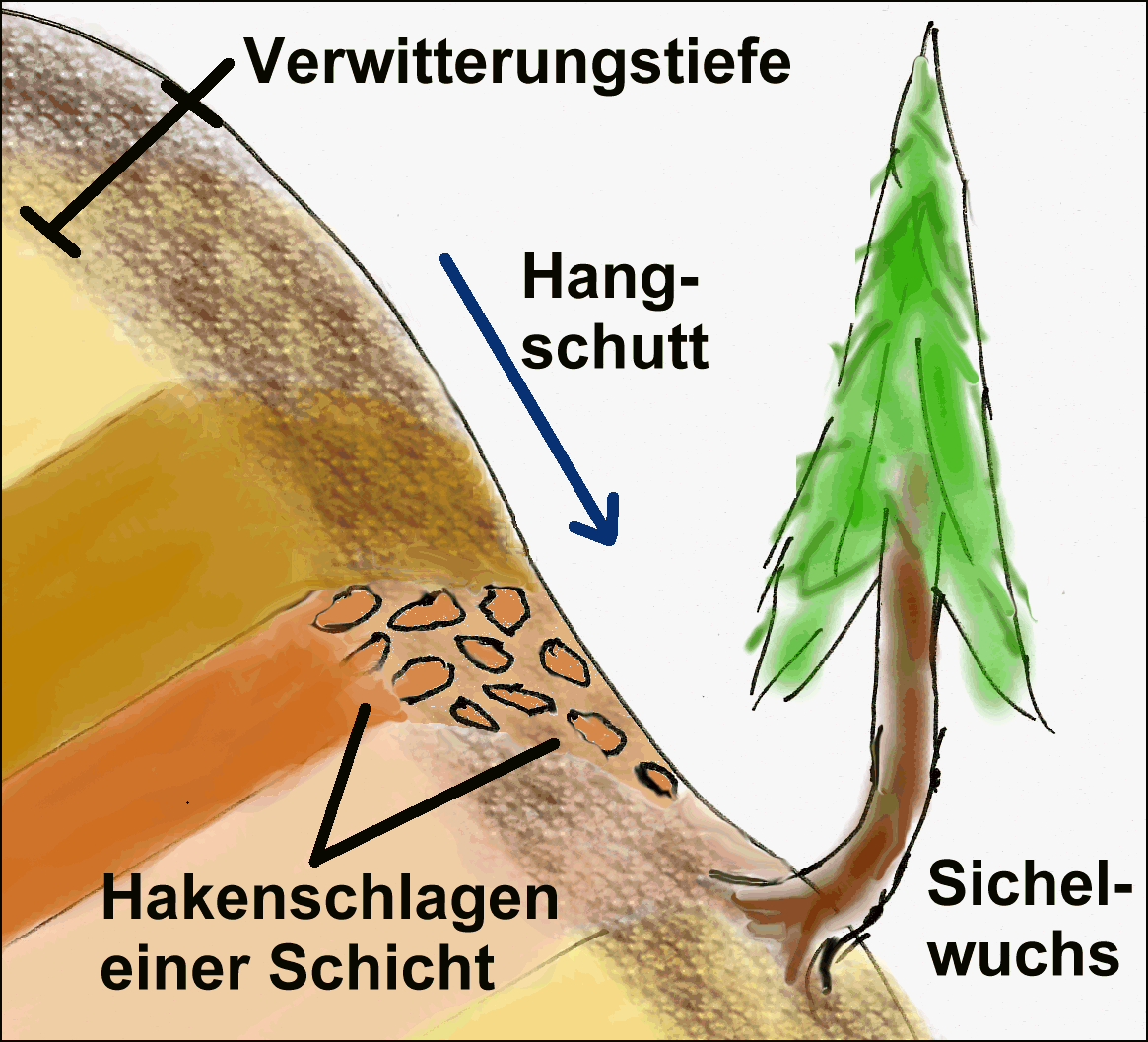
Hakenschlagen und Sichelwuchs

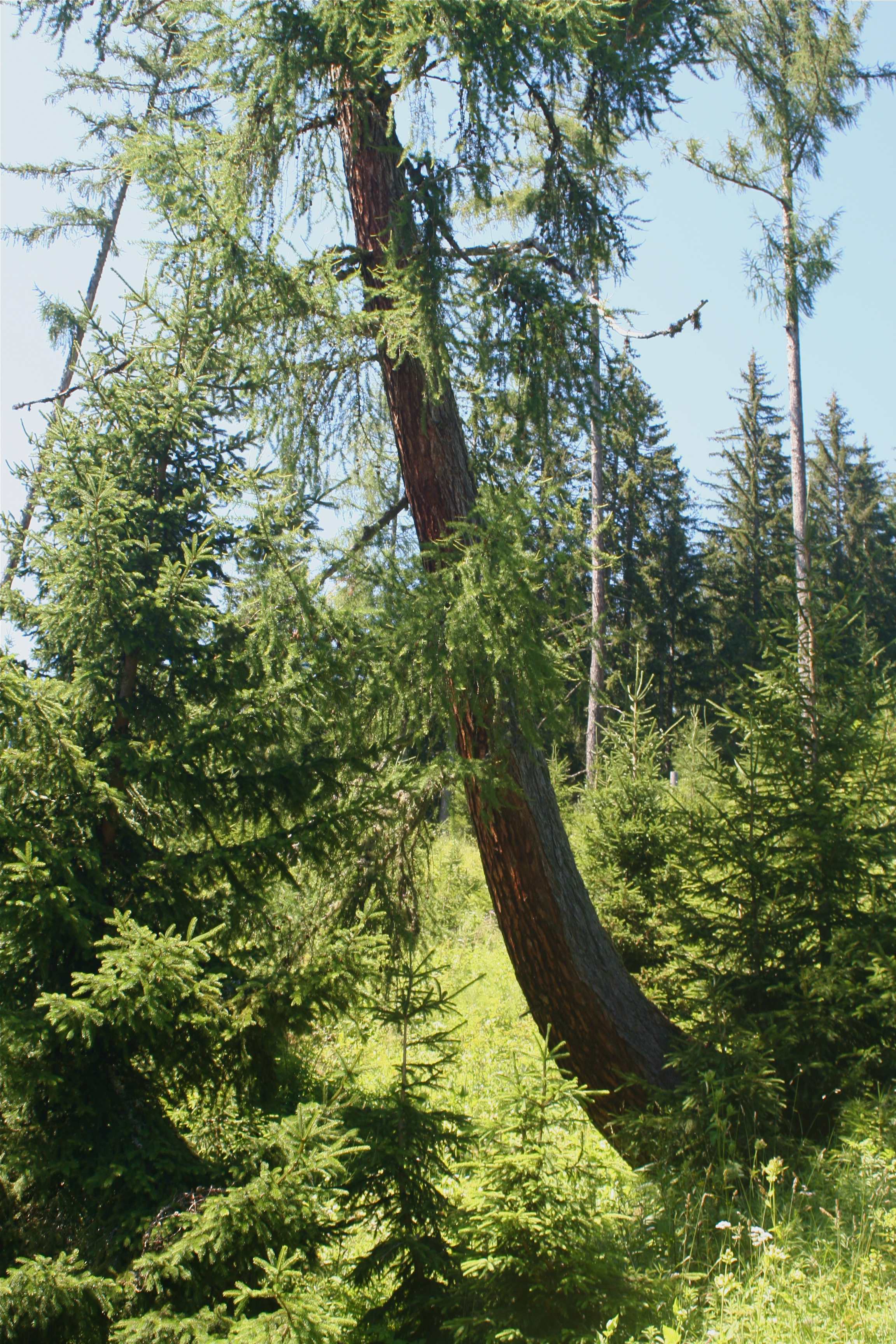
Sichelwuchs einer Lärche auf einem instabilen Hang

Die langsam ablaufenden Prozesse lassen sich im Gelände anhand zweier Beobachtungen nachvollziehen:
- Hakenschlagen: die anstehenden Bereiche von Schichten werden talwärts verschleppt

- Sichelwuchs (Säbelwuchs): Bäume streben danach, senkrecht zu wachsen. Rutscht der Wurzelbereich mit dem Gekriech ab (ein jahrelanger Vorgang) versucht der Baum weiterhin, die Senkrechte aufrechtzuerhalten. Folge ist ein sich gegen die Hangneigung krümmender Stamm.